# Mühlbach (Lech, Kinsau)
Der Mühlbach ist ein etwa 2 km langer linker Zufluss des Lech im Landkreis Landsberg am Lech in Oberbayern.

## Oberlauf
Der Mühlbach entspringt im östlichen Ortsgebiet von Kinsau auf etwa 656 m Höhe.

## Verlauf
Der Mühlbach verläuft zunächst durch den tiefergelegenen Ortsbereich von Kinsau, bevor er eine Sägemühle passiert. Danach folgt der Bach der Talsohle der östlichen Lechleite und mündet schließlich auf 593 m ü. NHN von links in den Lechstausee der Lechstaustufe 9 – Apfeldorf.
Der etwa 2 km lange Bach mündet etwa 14 Höhenmeter unter dessen Ursprung und hat damit ein mittleres Sohlgefälle von etwa 7 ‰.